# Трогон чорнохвостий
Трогон чорнохвостий (Trogon melanurus) — вид птахів родини трогонових (Trogonidae).

## Поширення
Вид поширений на північному заході Південної Америки, в басейні Амазонки та на сході Панами. Мешкає у вологих лісах.